# 馬克思兄弟

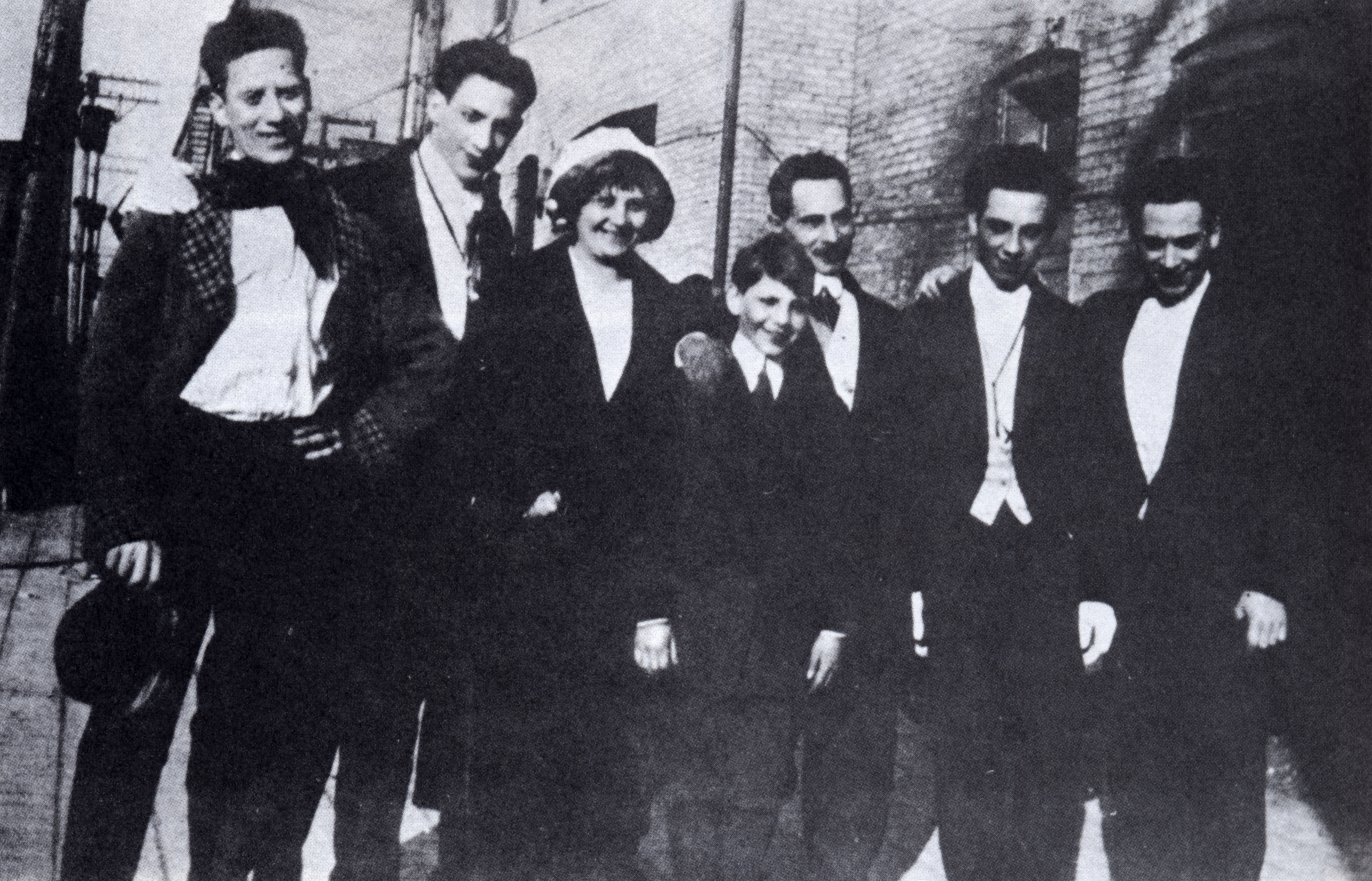

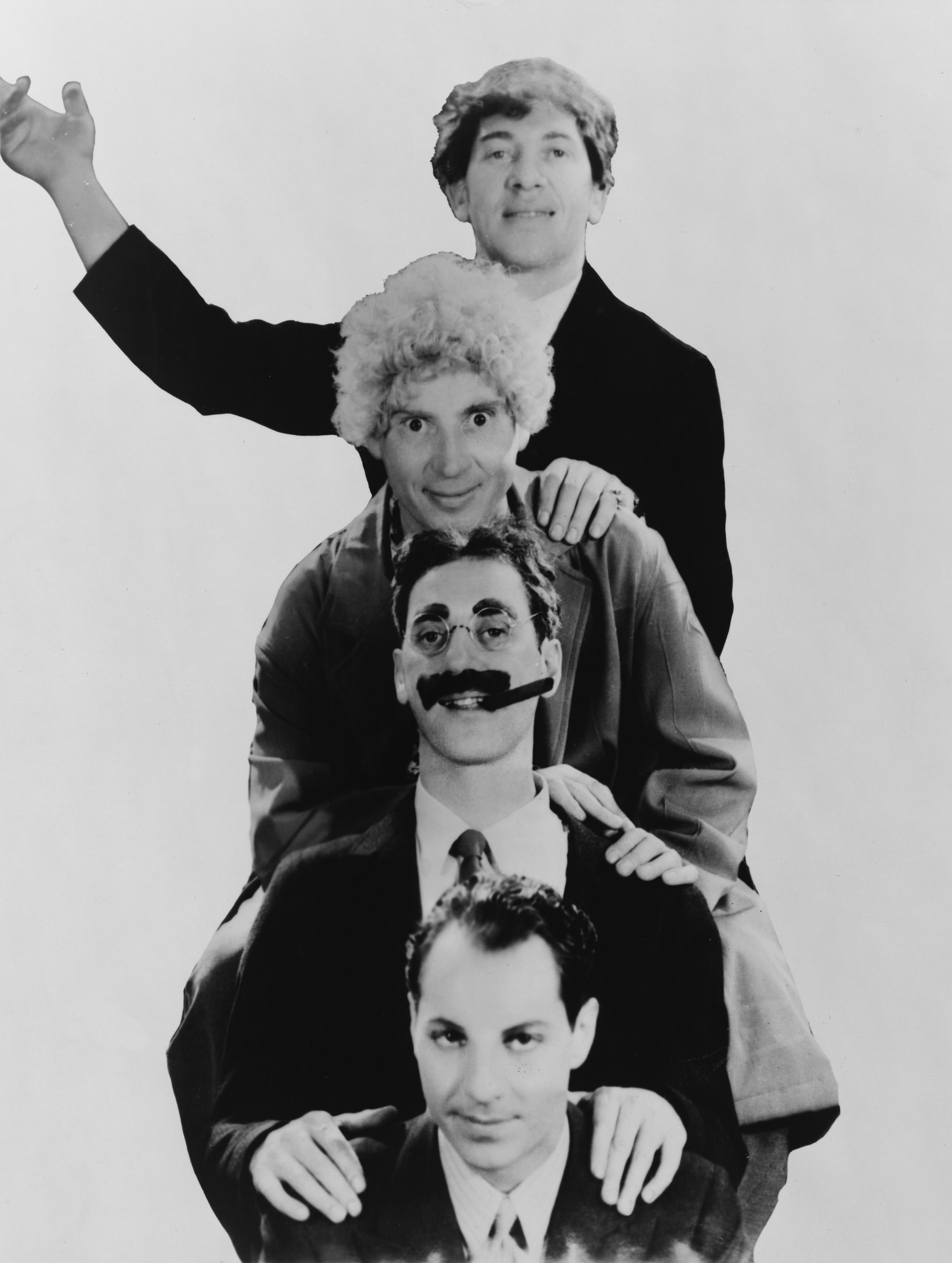
從上到下：奇科、哈珀、格勞喬和澤波(1931年)

馬克思兄弟（英文：Marx Brothers）是一隊美國喜劇演員。他們五人都是親生兄弟，常在歌舞集耍、舞台劇、電視、電影演出。他們在美國電影學會評選的百年最偉大男演員中排第20名。

## 早年生活
馬克思兄弟五人都生於美國紐約州紐約市，是來自德國的猶太裔移民。其母為米妮·馬克思(Minnie Marx)。

## 馬克思兄弟
馬克思五兄弟是：
| 藝名                    | 原名                          | 出生           | 逝世                    | 享年 |
|                         | 曼弗雷德 (Manfred)            | 1886年1月      | 1886年7月17日(幼年夭折) | 0    |
| 奇科·馬克思 (Chico)     | 李奧納多 (Leonard)            | 1887年3月22日  | 1961年10月11日          | 74   |
| 哈珀·馬克思 (Harpo)     | 阿道夫/亞瑟 (Adolph / Arthur) | 1888年11月23日 | 1964年9月28日           | 75   |
| 格魯喬·馬克思 (Groucho) | 尤利斯·亨利 (Julius Henry)    | 1890年10月2日  | 1977年8月19日           | 86   |
| 甘默·馬克思 (Gummo)     | 米爾頓 (Milton)               | 1892年10月23日 | 1977年4月21日           | 84   |
| 澤波·馬克思 (Zeppo)     | 赫伯特 (Herbert)              | 1901年2月25日  | 1979年11月30日          | 78   |

## 外部連結
- 馬克思兄弟.org （页面存档备份，存于）
- Marxology - 馬克思學 （页面存档备份，存于）
- 馬克思兄弟博物館
- 馬克思兄弟 - 歌舞寶庫的一晚
- 馬克思兄弟 - 喜劇名著討論區 （页面存档备份，存于）
- 馬克思兄弟 - 作品列表 （页面存档备份，存于）
- 作品《Cocoanuts》的評論